# 暖房
暖房（だんぼう、煖房とも）は、室内を暖めて温度を上げる行為の総称。また、その装置全般を指す。

## 歴史
古くは、古代ローマでハイポコーストが用いられていた。朝鮮半島にも三国時代に似た方式のオンドルがあり、いずれも火で暖めた空気を床下に通すことで暖房を行っていた。
1700年代中ごろには、イギリスで蒸気暖房が初めて使われた。1800年代後半になると、アメリカ合衆国で鋳鉄製ボイラーが製造され、暖房技術の発展が進んだ。
日本では火鉢や囲炉裏、こたつなどがあるが、主に採暖型のものだった。明治時代以降、様々な方式のストーブが製造されたが、暖房の必要性がよく理解されていなかったことから、北海道ですら気候の異なる京都風の家が作られていた。部屋全体を暖める暖房器具が普及するのは、第二次世界大戦後のことである。

## 暖房機器
日本産業規格、JIS S 2091:2013「家庭用燃焼機器用語」において、暖房機器（Space heater）とは燃焼で発生した熱で、採暖または室内を暖める燃焼機器の総称と定義されている。このため該当しない機器は#その他の暖房器具を参照。

### ガス暖房機器

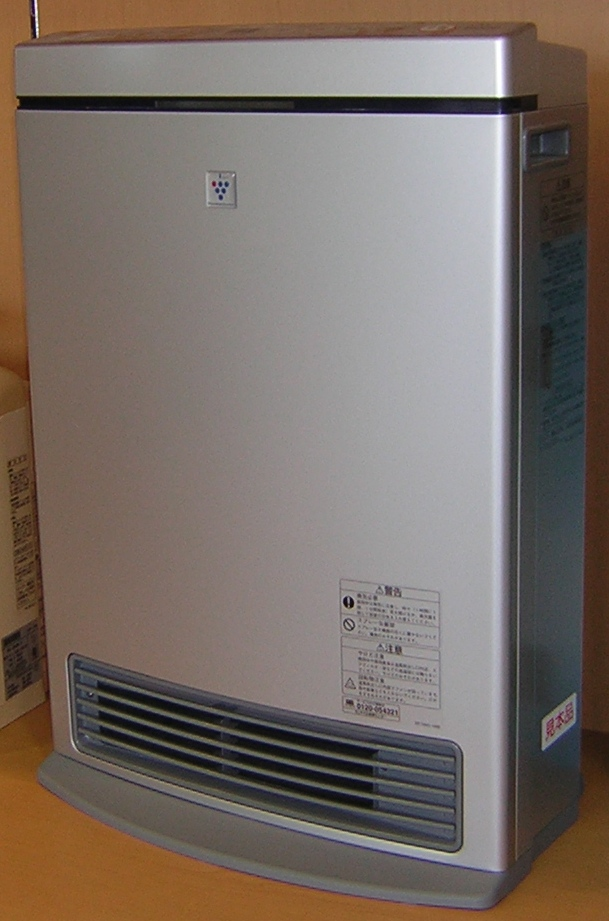
ガスファンヒーター

ガス暖房機器（Gas heater）は燃料にガスを用いた暖房機器。
- ガスストーブ – ガスを燃料とするストーブ。家庭用は表示ガス消費量が19キロワット (19,000 W)以下、開放式は7キロワット (7,000 W)以下のものを指す[注釈 3]。
- ガス温風暖房機 – 送風機による強制通気でガスを燃焼させ、燃焼ガスを含まず、温風を吹き出す方式[注釈 4]。FF式とも呼ばれる[注釈 5][7][5]。
- ガスファンヒーター – 送風機による強制通気でガスを燃焼させ、燃焼ガスを含んだ温風を強制対流させる方式の開放式ストーブ[注釈 6]。
- ガス暖炉 – ガスを燃料とした暖炉[注釈 7]。

### 石油暖房機器

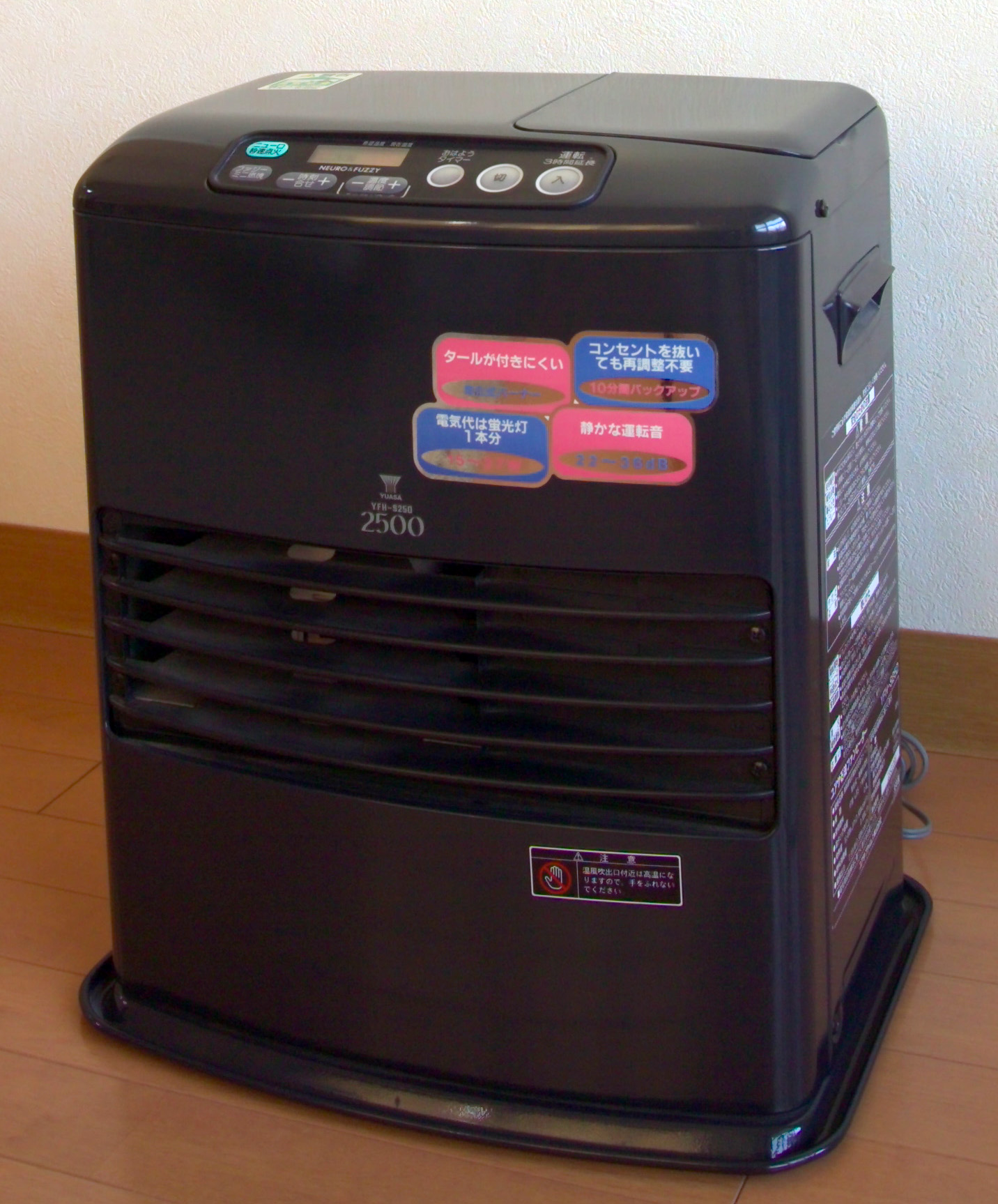
石油ファンヒーター

石油暖房機器（Kerosene heater）は燃料に灯油、軽油または重油を用いた暖房機器。
- 石油ストーブ – 灯油を燃料とするストーブ[注釈 9]。
- 石油風暖房機 – 温風を吹き出す方式[注釈 10]。
- 自然通気形開放式石油ストーブ – 開放式で自然通気のストーブ[注釈 11]。
- 強制通気形開放式石油ストーブ – 開放式で送風機による強制通気、強制対流形のストーブ。石油ファンヒーターとも呼ばれる[注釈 12]。
- 半密閉式石油ストーブ – 半密閉式のストーブ[注釈 13]。
- 密閉式石油ストーブ – 密閉式のストーブ[注釈 14]。FF式とも呼ばれる[注釈 5][5]。長期使用製品安全点検制度の特定保守製品の対象で定期的に点検を受ける必要があったが、2021年8月1日に消費生活用製品安全法施行令が改正、特定保守製品から外れた[9][10]。
- 油だき温風暖房機 – 据え置き型で温風を吹き出す方式の石油暖房機器[注釈 15]。セントラルヒーティングの一種[8]。

## 放射暖房

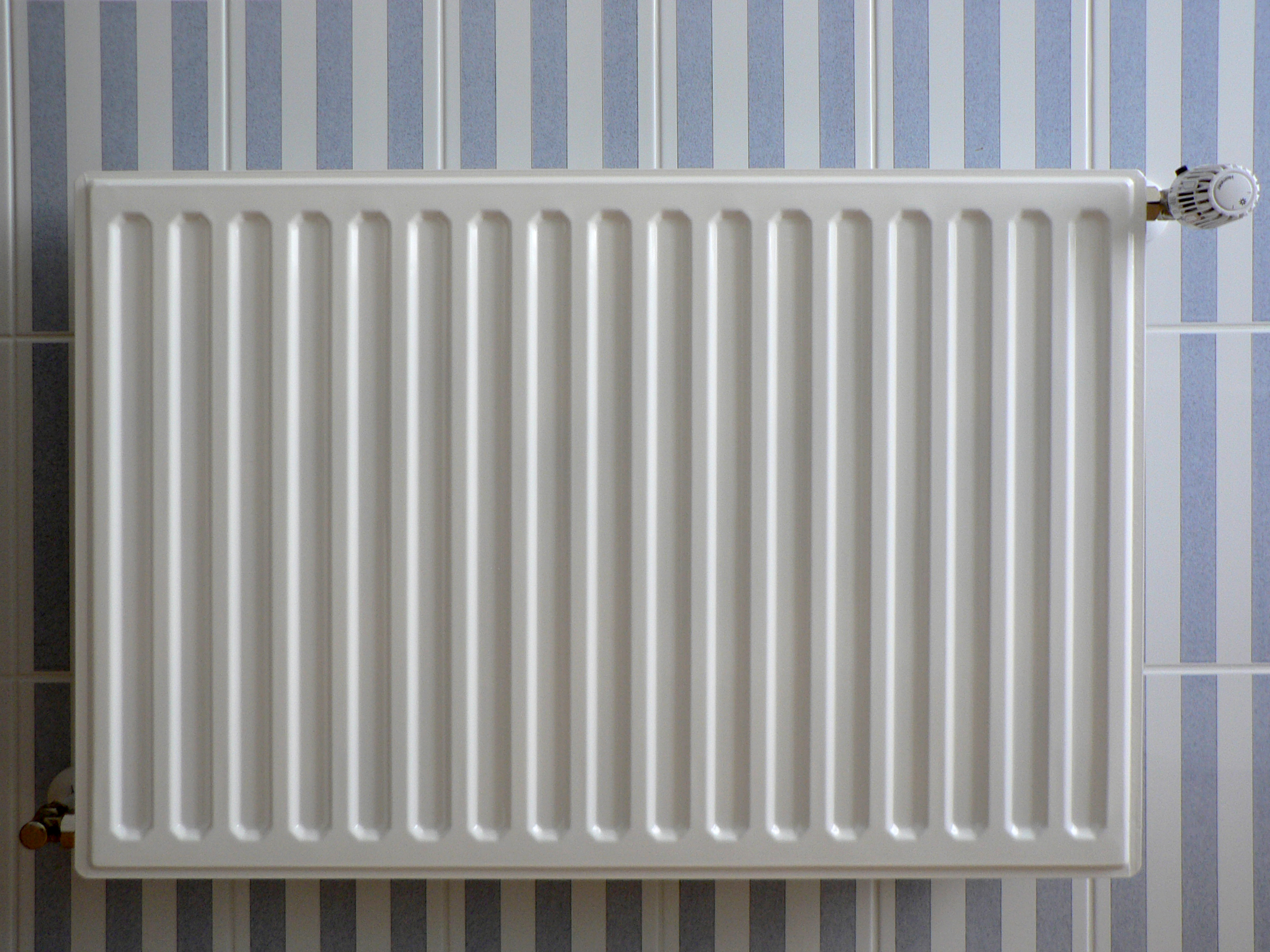
室内に設置されたセントラルヒーティングの放射体（ラジエーター）部分

JIS Z 8117:2002「遠赤外線用語」の中で、「暖房」もしくは「採暖」を目的とした機器のみを上げる。
- 放射暖房（Radiant heating） – 設置した放射体から発せられた、主に放射による加熱での暖房[注釈 16]。輻射暖房とも呼ばれる。オイルヒーター、セントラルヒーティング（パネルヒーター）など[12]。
- 遠赤外線暖房 – 主に遠赤外線放射を利用した暖房[注釈 17]。カーボンやグラファイトを用いた電気ストーブが相当する。
- 遠赤外線放射暖房器 – 主に遠赤外線放射を利用した暖房器[注釈 18]。
- 遠赤外線こたつ – 遠赤外線を用いたこたつ[注釈 19]。
- 遠赤外線ストーブ – 遠赤外線を用いたストーブ[注釈 20]。

## その他の暖房器具
上記に該当しない、その他の暖房機器・器具を方式別に列記する。

### 燃焼方式
- あんか（非電気式）
- こたつ（非電気式）
- コルシ
- オンドル
- ストーブ
- ペチカ
- 囲炉裏
- 暖炉
- 火鉢

### 電熱方式
- ハロゲンヒーター
- ホットカーペット
- 電気ストーブ
- 電気式床暖房
- 電気蓄熱暖房機
- 電気毛布

### 温水・蒸気方式
- Thin & Economical System
- 温水式床暖房
- 大気圧蒸気暖房
- 湯たんぽ

### 熱交換方式
- ヒートポンプ （エア・コンディショナー等）

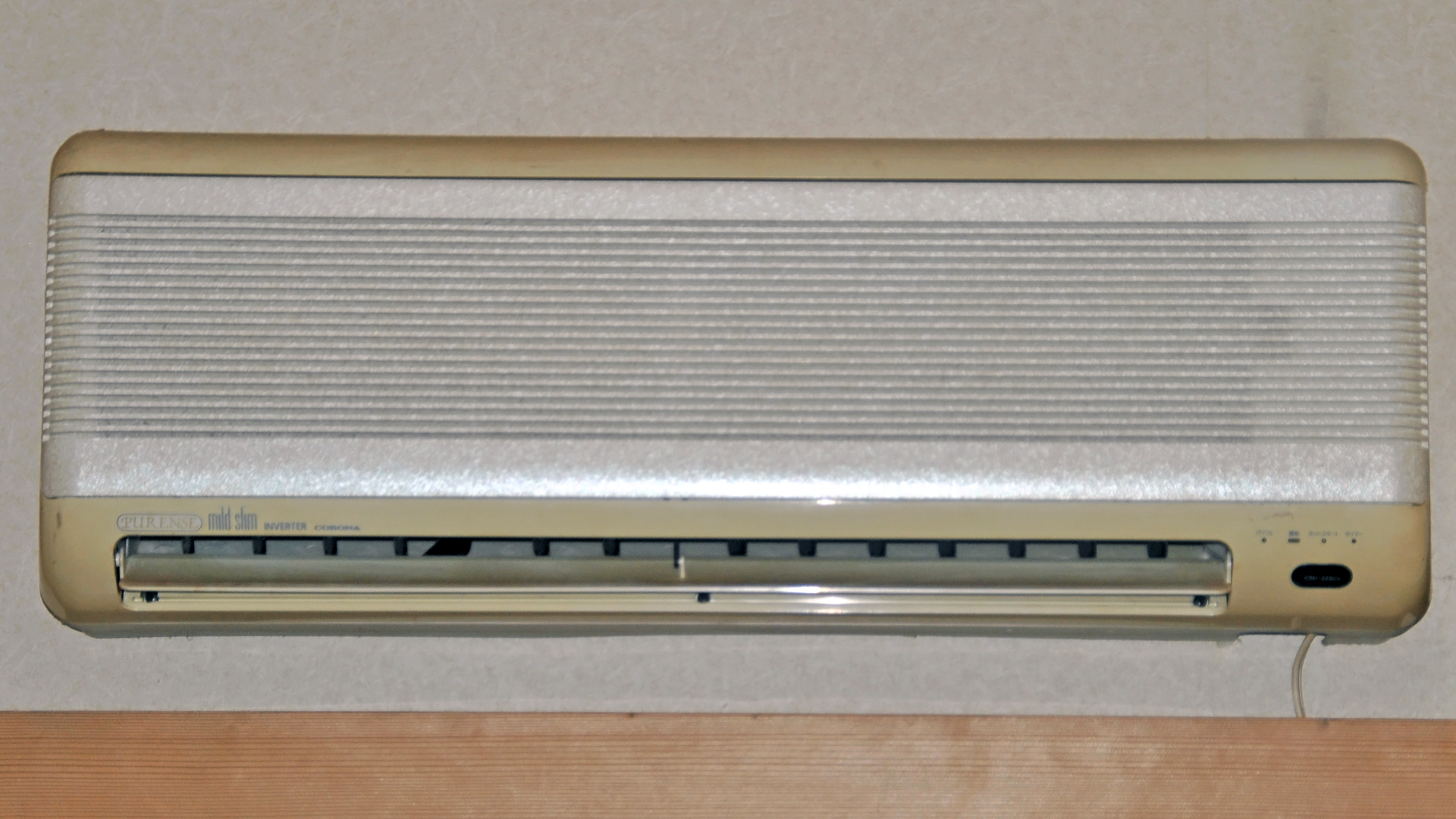
エア・コンディショナー（エアコン）
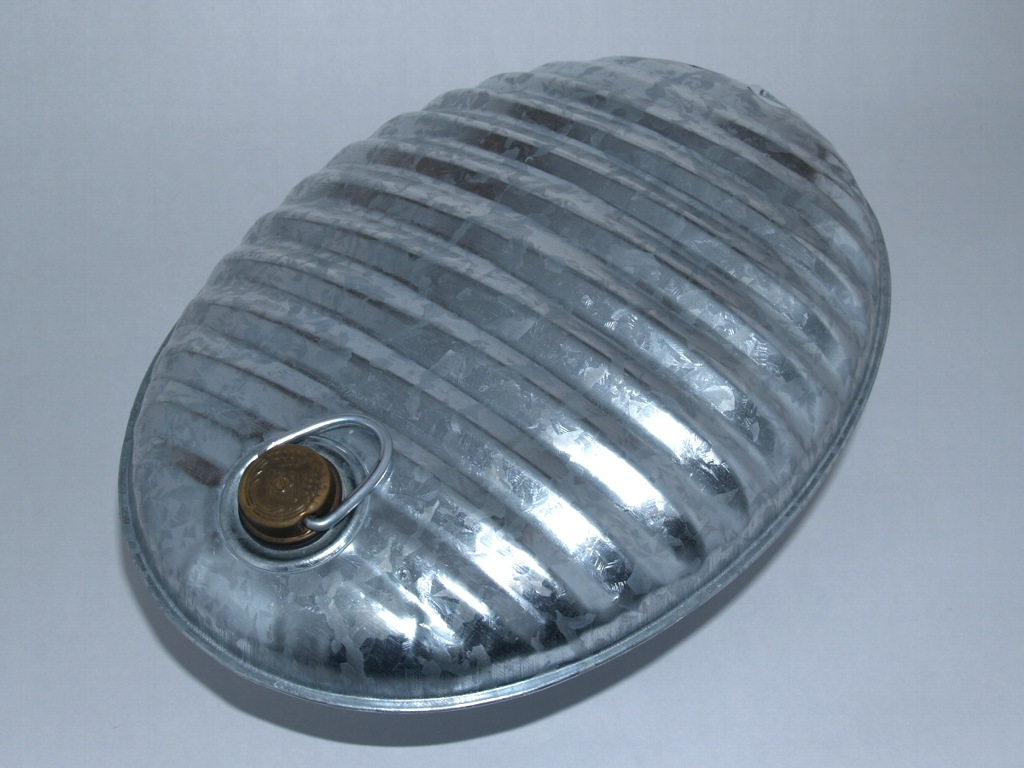
日本の金属製湯たんぽ
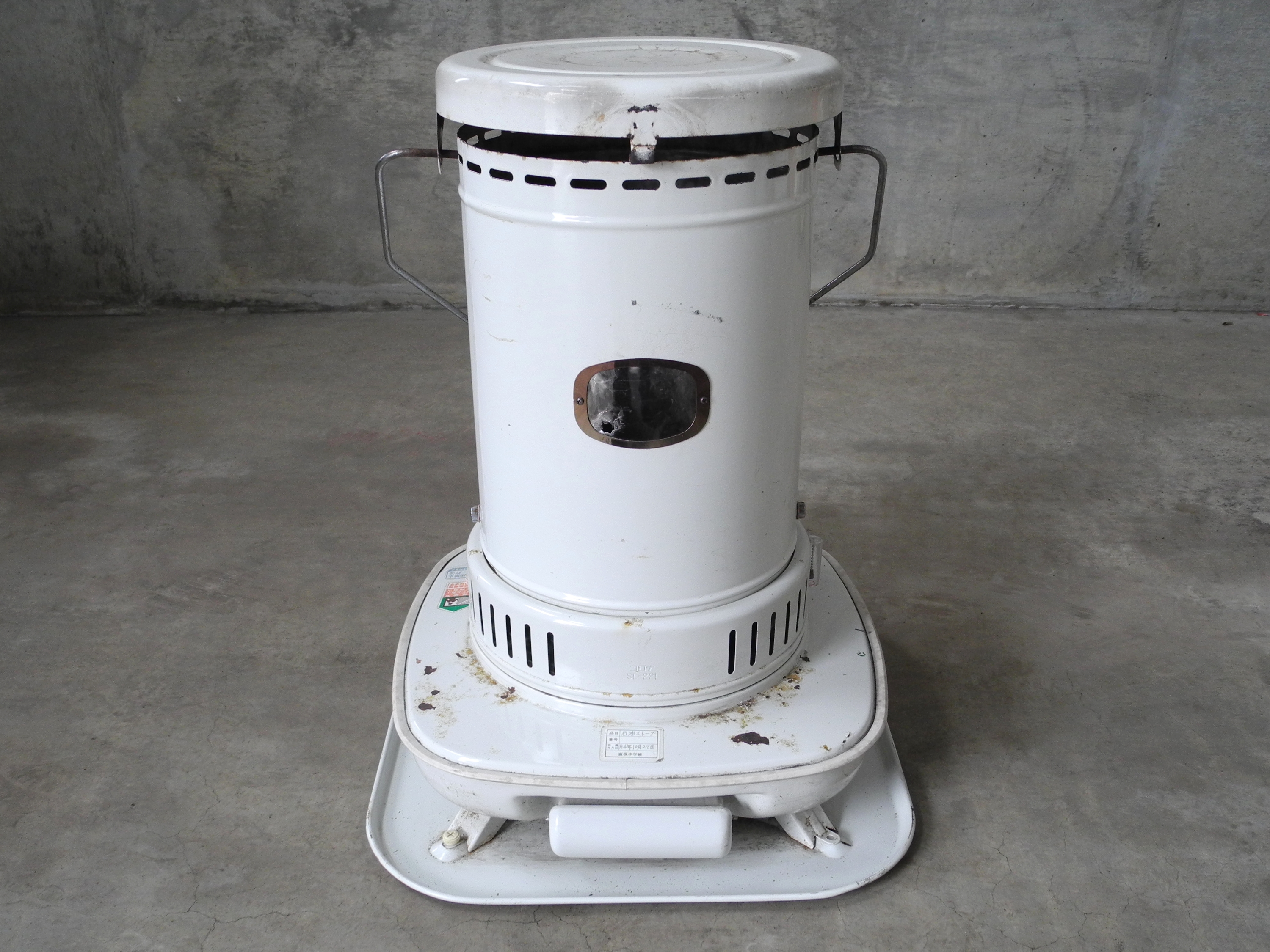
灯油ストーブ